# Henry Plummer

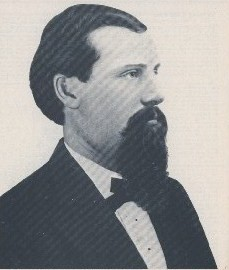
Foto de Henry Plummer.

Henry Plummer (1832 – 1864) foi xerife da cidade de Bannack (hoje uma cidade fantasma) entre 24 de maio de 1863 e  10 de janeiro de 1864, quando foi enforcado sem qualquer julgamento pelos controversos Montana Vigilantes. Alguns acreditam que Plummer era o cabecilha de um gangue que se autointitulava ironicamente de Innocents que foi responsável por cerca de uma centena de mortes: ele foi enforcado juntamente com outros 23 homens, também acusados de fazerem parte daquele grupo de criminosos. Curiosamente foi enforcado no patíbulo que tinha sido mandado construir por ele, uns meses antes.

## Perfil
Em relação à sua vida, só há consenso em relação aos seus primeiros anos de vida. Ele era bom orador e inteligente, mas alguns veem nesses atributos algo de artificial, escondendo uma natureza desonesta, cruel e violenta. Outros veem nele uma vítima de de indivíduos ciumentos que desejavam sobretudo obter ganhos políticos com a execução de criminosos.

## Primeiros anos de vida
William Henry Handy Plumer nasceu em Addison (há quem aponte como lugar de nascimento a cidade de Houlton, no mesmo estado de Maine.) Ele  foi o último de seis filhos  no seio de uma família que tinha chegado ao estado do Maine, quando este ainda fazia parte da colónia de Massachusetts (ele mudou o nome do apelido, colocando mais um m, quando partiu para o oeste).   Em 1852, com 19 anos, ele partiu rumo ao oeste, para as minas de ouro da Califórnia. A sua atividade como mineiro correu bem: em dois anos era dono de uma mina de um rancho e de uma padaria em Nevada City. Em 1856, foi eleito xerife e foi proposto para ser o representante do Partido Democrata no estado, contudo o partido dividiu-se e sem o apoio total, ele perdeu.

## Plummer, fora de lei
Em 26 de setembro de 1857, Plummer disparou e assassinou John Vedder. Foi julgado e condenado a dez anos de cadeia em San Quentin. Contudo, em agosto de 1859, os seus muitos apoiantes escreveram ao governador para que perdoasse o seu crime devido ao seu bom caráter. O governador decidiu perdoar, não pela sua conduta (como era defendido na carta), mas por razões de saúde: Plummer sofria de tuberculose. Pouco depois de ser libertado, atirou sobre William Riley que tentava fugir da prisão de San Quentin e este acabou por morrer. A polícia aceitou a justificativa de que era compreensível o que fizera, mas como não podia aceitar linchamentos, decidiu expulsá-lo do estado.

## Vida de criminoso
Plummer partiu para o território de Washington, onde tinha sido descoberto ouro. Todavia, viu-se aí envolvido numa disputa que terminou num tiroteio ganho por Plummer. Depois de uma continuada vida marcada por tiroteios em diversas cidades, decidiu casar-se com Electa Bryan.
Para obter sustento, decidiu partir para Bannack, onde tinha sido descoberto ouro.

## Linchamento
Em janeiro de 1863, matou Cleveland, um seu companheiro, mas em legítima defesa num saloon de Bannack. Plummer era bem visto pelos cidadãos de Bannack que o elegeram como xerife da cidade em maio desse ano. Contudo, no verão seguinte, houve dois assaltos de diligências e um homem foi assassinado. Em dezembro desse ano, enquanto Plummer estava fora da cidade fornecendo escolta a um carregamento de ouro, um grupo de homens autointitulados  "Vigilance Committee" (Comité de Vigilância) formou-se próximo de Virginia  City para resolver este assunto. No mês seguinte, 24 homens (incluindo Henry Plummer) foram enforcados em 10 de janeiro de 1864. O último a ser enforcado, exprimiu a opinião de que vários dos que tinham sido enforcados eram inocentes.

## Controvérsia até aos nossos dias
O fa(c)to de não ter sido julgado tem levantado várias especulações: Plummer seria mesmo o líder daquele gangue, escondendo-se na capa de um xerife para cometer ou mandar cometer assaltos e assassinatos ou terá sido vítima de um cilada do grupo de vigilantes que desejava protagonismo político, graças à execução de criminosos.
O Professor Thomas J. Dimsdale, no seu livro "The Vigilantes of Montana" diz que Plummer suplicou pela sua vida no patibulo e que confessou os seus crimes. Mas muitas testemunhas oculares dos acontecimentos, negam que Plummer tivesse confessado qualquer coisa.
A controvérsia foi continuando, em especial nos últimos 30/40 anos (de um  lado temos os  defensores da tese oficial  da culpabilidade de Plummer e pelo outro  que os defendem que tudo não passou de um embuste e que Plummer foi vítima de um complô organizado para o destruir). Em 1993, um julgamento póstumo de Plummer (tendo em conta a lei atual), terminou em julgamento nulo, pois terminou em empate (6 jurados consideraram-no inocente, e outros 6 culpado), poderia sair mesmo em liberdade se fosse vivo, mas já fora enforcado há 129 anos, o governador de Montana da altura (1993) Marc Racicot decidiu-lhe dar clemência póstuma, dado que Plummer nunca fora julgado por um tribunal. Assim, graças ao mistério que rodeou a sua execução, Plummer é uma das lendas dos Estados Unidos.
Nunca saberemos a verdade dos fa(c)tos, mas o que é certo é que o número de assaltos e assassinatos na região de Bannack reduziu-se drasticamente após a execução daqueles 24 alegados criminosos.

## Esclarecimento histórico
Na época, o atual estado de Montana pertencia o território de Idaho que foi declarado em 1864. O Território de Montana foi criado em 1865. Assim, na altura da sua execução, Plummer era xerife em Bannock no Território do Idaho.
Boise é capital de Idaho desde 1866. Montana tornou-se o 41º estado norte-americano, em 8 de novembro de 1889, após 5 anos de pressões dos habitantes do estado a defender essa elevação a estado.

## Leituras adicionais
- Langford, Nathaniel Pitt (1890). Vigilante Days and Ways-The Pioneers of the Rockies. New York: D. D. Merrill
- Hough, Emerson (1907). The Story of the Outlaws-A Study of the Western Desperado. New York: The Outing Publishing Company
- Dimsdale, Thomas J. (1915). The Vigilantes of Montana-or Popular Justice in the Rocky Mountains. Helena, MT: State Publishing
- Hough, Emerson (1918). The Passing of the Frontier-A Cronicle of the Old West. New Haven, CT: Yale University Press
- Johnson, Dorothy M. (1971). The Bloody Bozeman-The Perilous Trail To Montana's Gold. New York: McGraw Hill Book Company
- Mather, R. E.; Boswell, D.E. (1987). Hanging the Sheriff-A Biography of Henry Plummer. Salt Lake City, Utah: University of Utah Press. ISBN 0-9663355-0-3
- Malone, Michael P.; Roeder, Richard B.; Lang, William L. (1991). «The Mining Frontier». Montana-A History of Two Centuries. Seattle, WA: University of Washington Press. pp. 64–91. ISBN 0-295-97129-0
- Callaway, Lew L. (1997). Montana's Righteous Hangmen-The Vigilantes in Action. Norman, OK: University of Oklahoma Press. ISBN 978-0-8061-2912-9
- Fabel, Dennis W. (1998, 2001). Electa: A Historical Novel. Authorhouse. ISBN 0-7596-7920-7